# Delia rainieri
Delia rainieri is een vliegensoort uit de familie van de bloemvliegen (Anthomyiidae). De wetenschappelijke naam van de soort is voor het eerst geldig gepubliceerd in 1951 door Huckett.